# Universidad Nacional de Moreno
La Universidad Nacional de Moreno (UNM) es una universidad pública de Argentina, con sede en la Ciudad de Moreno, Provincia de Buenos Aires. Fue creada por Ley Nacional Nº 26.575 de 2009, aprobada por el Congreso de la Nación el 2 de diciembre de 2009. 

## Historia
La UNM inicio actividades el 14 de junio de 2010 con la designación de su rector organizador, Lic. Hugo Andrade, por Decreto APN-PTE Nº 814/10.
La Universidad fue inaugurada oficialmente el 14 de octubre de 2010, por la presidenta de la Nación Cristina Fernández de Kirchner y tuvo su primer ciclo lectivo en 2011. En junio de 2013 asumieron las primeras autoridades elegidas en la primera Asamblea Universitaria.Actualmente cuenta con más 15.000 estudiantes activos. 

## Campus
La expresidente de la Nación, Cristina Fernández de Kirchner, en su discurso de inauguración de la Universidad Nacional de Moreno, cedió en uso el predio e instalaciones del Edificio del ex Instituto Mercedes de Lasala y Riglos a la Universidad. La arquitectura actual reúne modernidad con historia. La vida universitaria se despliega tanto en edificios nuevos que incorporan equipamiento de última generación como en las instalaciones originales, que fueron adecuadamente refuncionalizadas manteniendo su valor como patrimonio cultural.

## Departamentos y Carreras
La Universidad Nacional de Moreno se organiza en Departamentos:

### Departamento de Ciencias Aplicadas y Tecnología
- Ingeniería en Electrónica
  - con Orientación en Redes
  - con Orientación en Multimedios
  - con Orientación en Aplicaciones Agropecuarias
- Tecnicatura Universitaria en Electrónica
- Licenciatura en Gestión Ambiental
- Tecnicatura Universitaria en Gestión Ambiental
- Arquitectura
- Licenciatura en Biotecnología
- Tecnicatura Universitaria en Biotecnología
- Diseño Industrial
- Tecnicatura Universitaria en Prototipado Rápido y Renderización
- Diseño de Indumentaria
- Tecnicatura Universitaria en Planificación y Confección de Indumentaria
- Diseño Multimedial
- Tecnicatura Universitaria en Animación Digital
- Diseño en Comunicación Visual
- Tecnicatura Universitaria en Desarrollo de Imagen e Identidad Corporativa

### Departamento de Ciencias Económicas y Jurídicas
- Licenciatura en Relaciones del Trabajo
- Licenciatura en Administración
- Licenciatura en Economía
- Contador Público Nacional
- Tecnicatura Universitaria Impositivo Contable
- Abogacía

### Departamento de Humanidades y Ciencias Sociales
- Licenciatura en Trabajo Social
- Licenciatura en Comunicación Social
  - con Orientación Científica
  - con Orientación de Producción Multimedial
- Licenciatura en Educación Secundaria
- Licenciatura en Educación Inicial
- Diplomatura de Estudios Avanzados en Intervención Territorial en Políticas de Infancias y Adolescencias

### Posgrado
- Especialización en Lectura y Escritura
- Especialización en Docencia Universitaria